# Axel Gyllenkrok (1664–1730)
Axel Gyllenkrok, född 2 augusti 1664 i Åbo i Finland, död 17 september 1730 på Svenstorps slott i Skåne, var en svensk friherre, militär och landshövding i Göteborgs och Bohus län. Han var kung Karl XII:s generalkvartermästare och kartritare under dennes fälttåg mot Ryssland mellan 1708 och 1709. Hans erfarenhet inom belägringskonst och fortifikation under pfalziska tronföljdskriget och början av stora nordiska kriget gjorde att kungen gav honom smeknamnet "lille Vauban".
Efter Karl XII:s nederlag i slaget vid Poltava den 28 juni 1709 följde Gyllenkrok med honom till det osmanska riket, men under ett uppdrag nära Polen blev han överfallen av ryska trupper och tillfångatogs den 24 september samma år. Han fängslades på olika platser i Sibirien och i östra Ryssland tills han återvände till Sverige år 1722. Under fångenskapen skrev han en berättelse om sina egna iakttagelser och sin roll under både slaget vid Poltava och hela det ryska fälttåget.

## Barndom och härkomst (1664–1683)
Axel Gyllenkrok föddes den 2 augusti 1664 i Åbo i Finland. Hans far var Anders Nilsson Krok, assessor vid Åbo hovrätt och adlad Gyllenkrok den 17 september 1674. Hans mor var Maria Mums, dotter till en handelsman och rådman i Viborg. Sju av Anders och Marias barn, fyra söner och tre döttrar, nådde vuxen ålder. Ätten Gyllenkrok var en gren av den småländska prästsläkten Krok eller Krokius, som tog sitt namn från gården Krokshult i Hallaryds socken. Axel Gyllenkroks farfar var Nicolaus Krokius, biskop i Växjö stift.
Axel hade sin första skolgång i Åbos katedralskola och 1677 när han var 13 år gammal inledde han studier i Kungliga Akademien. Medan Axels tre bröder utbildade sig för civila ämbetsmannakarriärer ville han själv bli officer med inriktning på fästningsbyggnad och fortifikation.

## Tidig karriär (1683–1700)

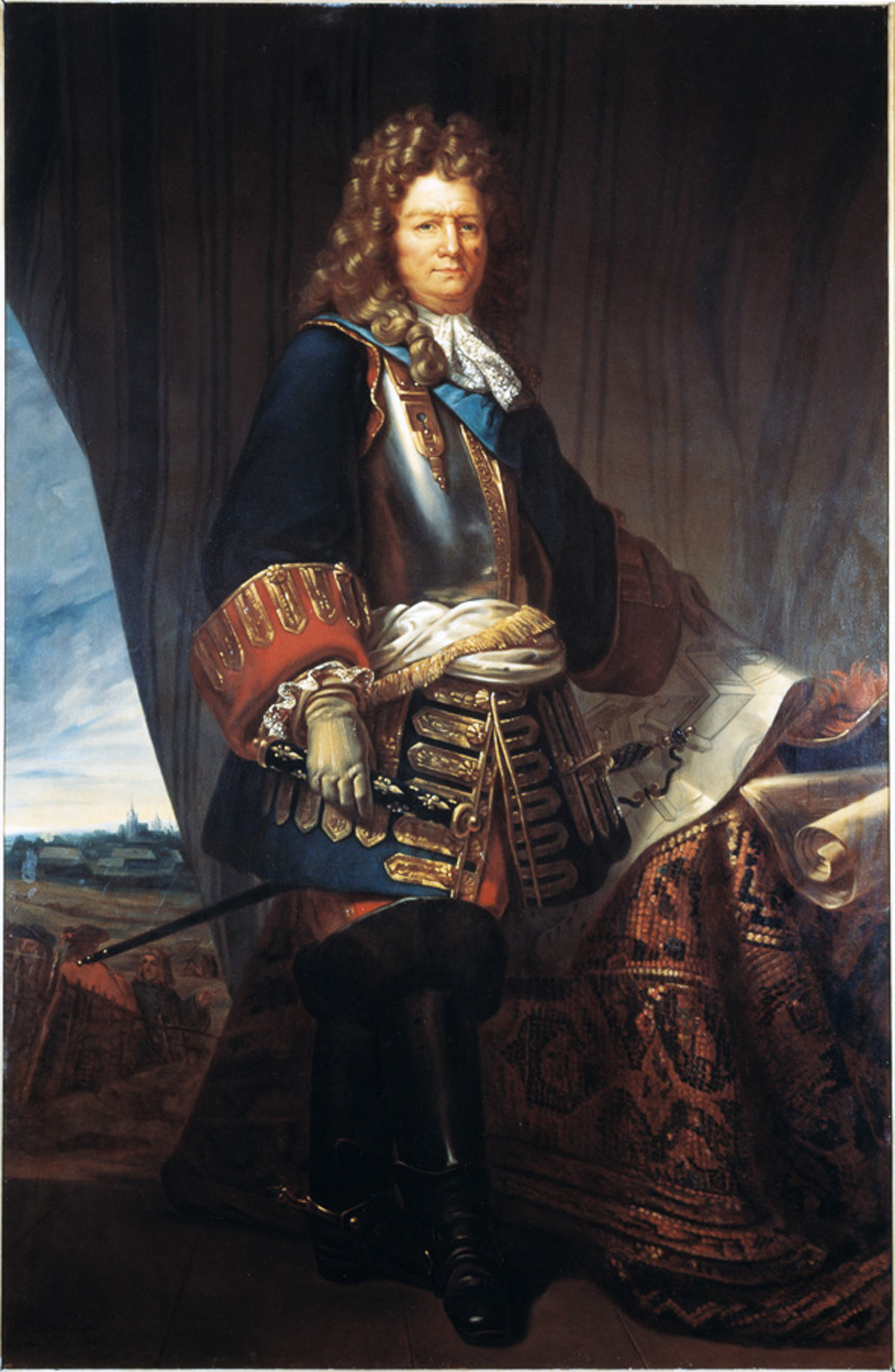
Sébastien Le Prestre de Vauban (1834) av Charles-Philippe Larivière.

Under 1683 var Axel Gyllenkrok elev i överste Erik Dahlberghs informationsverk. Där fick han utbildning i fortifikationens olika grenar av ingenjören Mathias Spihler, kartritaren David Gerdes och matematikern Johan Christopher Steijer. Under det halvår som undervisningen pågick fick Gyllenkrok studera topografi, kartografi, rekognosering och olika fästningsbyggnader, samt veta hur en trupp ska slå broar, anlägga skansar, göra upp marschrutor och slå läger. Gyllenkrok inledde sin militära karriär som soldat i Svea livgarde. Under åren vid gardet befordrades han till förare den 28 februari 1685, sergeant den 24 april samma år och fältväbel under 1688. Den 13 november 1688 utnämndes han till fänrik i kapten Leonard Posses kompani. Gyllenkrok fortsatte sin utbildning på Ladugårdsgärdet hos fortifikationsofficeren Engelbrecht Otto som placerades på gardet som informationsofficer, och gardet blev med tiden landets främsta officersskola.
1691 tog Gyllenkrok ledighet från Livgardet för att tjänstgöra som volontär i den franska armén, som var i krig med den stora alliansen bestående av Nederländerna, England, Tysk-romerska riket och Spanien. Han antogs som fänrik vid ett tyskt regemente i fransk tjänst, som leddes av överste Louis Greder. I regementet träffade han gardeslöjtnanten Carl Magnus Posse, och av oklara anledningar beslutade de för att desertera från fransmännen och rymma över till den allierade sidan. De togs dock tillfånga och sattes i arrest, men efter deras protester släpptes de fria. Översten och observatören Carl Gustaf Rehnskiöld fick order av kung Karl XI att framföra kungens allvarliga missnöje till de båda officerarna; genom deras odisciplinerade handlingssätt hade de ådragit sig ogillande av främmande militärer och enligt kungen borde de ha uppträtt i enlighet med gängse soldatmanér.
Gyllenkrok och Posse separerades och tvingades återvända till den franska sidan. Gyllenkrok avdelades till de trupper som opererade i Flandern, och han fick tillfälle att studera de fästningar som byggts av den franske marskalken och fästningsbyggaren Sébastien Le Prestre de Vauban, som påverkat Erik Dahlbergh och som han hade studerat i Stockholm. Samtidigt fick Gyllenkrok lärdomar i Vaubans belägringskonst och det kontinentala Europas krigföring. Gyllenkrok och hans regemente var hårt engagerade i kriget i Flandern och i juni 1692 deltog han i belägringen av den befästa staden Namur vid floden Sambre. Han deltog även i fältslagen vid Steenkerke den 3 augusti 1692 och Neerwinden den 29 juli 1693. I den sistnämnda striden blev den nye översten för Greders regemente svårt sårad, men Gyllenkrok slapp undan utan skador. Gyllenkrok deltog senare i bombardemangen av Charleroi och Brüssel och i belägringarna av fästningarna Tournai och Huy, som båda erövrades av fransmännen och befästes av Vauban. Striderna upphörde efter hand och 1696 återvände Gyllenkrok till Stockholm.
Medan Gyllenkrok var utomlands hade han i Sverige den 22 augusti 1693 befordrats till löjtnant vid Livgardet, med Carl Magnus Posse som kompanichef. Den 22 juni 1696 utsågs Gyllenkrok till kapten och fick överta major Magnus Palmqvists kompani som han skulle exercera och försörja.

## Stora nordiska kriget (1700–1709)

### Krigsutbrottet
I februari 1700 inleddes stora nordiska kriget då det svenska riket anfölls från tre håll av anfallsförbundet Danmark-Norge, Sachsen-Polen och Ryssland. Efter Karl XI:s död efterträddes han på den svenska tronen av sonen Karl XII. Den unge kungen tog med sin fars fältarmé i kriget mot fiendeländerna. Gyllenkrok och Livgardet bröt upp från Stockholm den 24 april 1700 och efter 26 marschdagar och 14 rastdagar kom gardet till Malmö. Den första uppgörelsen gällde Danmark, och den 25 juli landsteg svenska trupper under kungens ledning vid Humlebæk på Själland. Under striderna mot de danska försvararna steg Gyllenkrok i land för att leda sina gardessoldater till att jaga bort det danska kavalleriet. Den lyckade landstigningen tvingade kung Fredrik IV av Danmark att dra sig ur kriget den 8 augusti 1700 under freden i Traventhal.

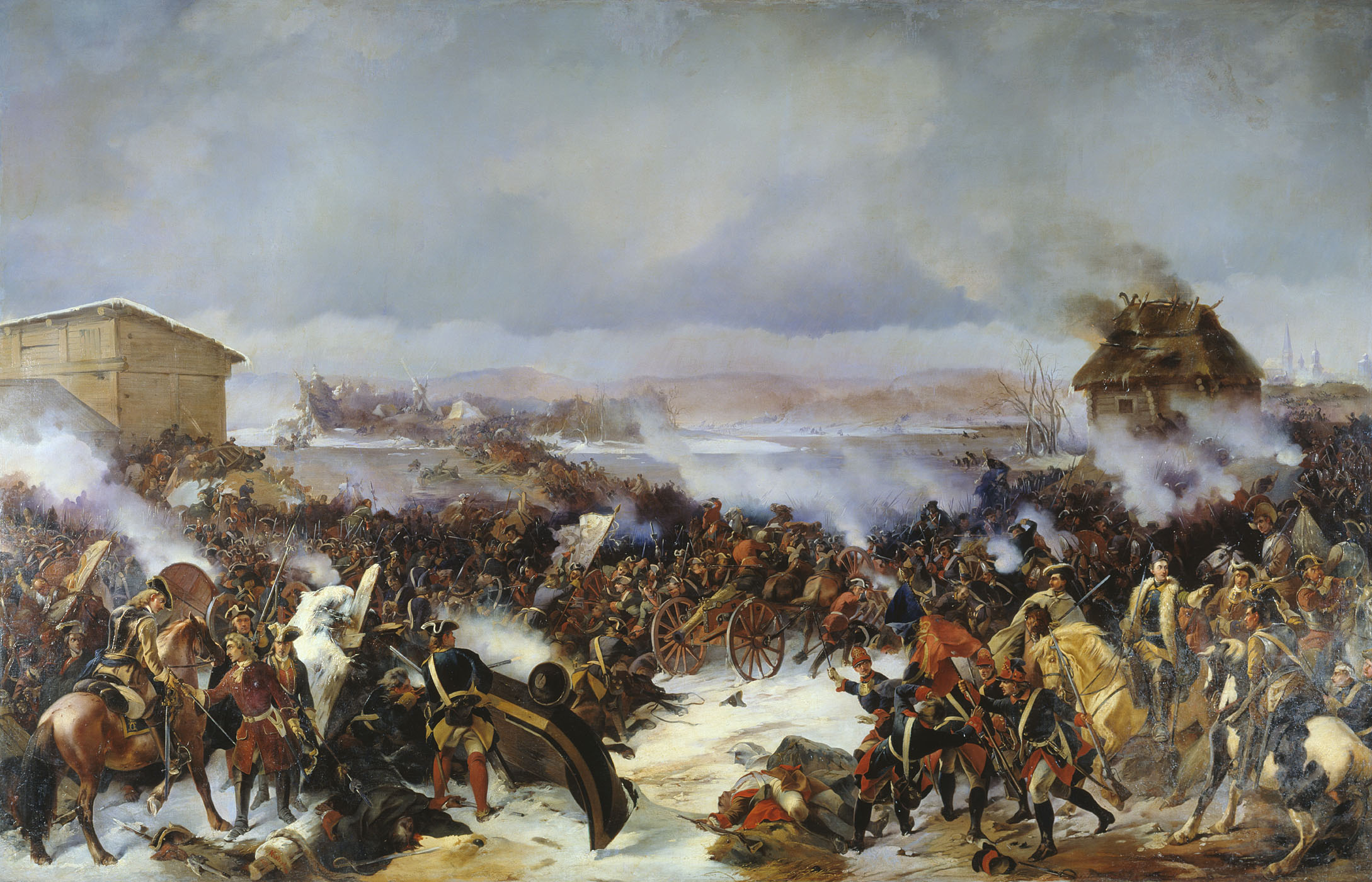
Slaget vid Narva av Alexander von Kotzebue.

I oktober skeppades Karl XII och den svenska huvudarmén från Karlshamn till Pernau i Estland för att undsätta den svenska utposten Narva, som belägrades av en rysk armé under befäl av tsar Peter I. Efter en månad lång och mödosam marsch anlände den svenska huvudarmén den 20 november Narvas utkanter. Karl XII beordrade att omedelbart anfalla de förskansade ryska belägringstrupperna, som leddes av fältmarskalk Charles Eugène de Croÿ efter att tsaren dagarna innan gav sig iväg till Moskva. Den svenska huvudarmén leddes av generallöjtnant Rehnskiöld och delade upp trupperna i två anfallskolonner, där Gyllenkrok och Livgardet gick i spetsen för den högra kolonnen under general Otto Vellingks befäl medan den vänstra kolonnen leddes av Rehnskiöld själv. Slaget vid Narva blev mycket blodig och ryssarnas förluster uppgick till 9 000 i döda medan resten kapitulerade inför svenskarna, vars förluster uppgick till 1 900 man. Livgardet som hade kämpat i första ledet hade 140 döda och 185 sårade, inklusive Gyllenkrok som blev illa skadad i ena armen.
Efter slaget gick Karl XII och den svenska huvudarmén i vinterkvarter utanför staden Dorpat och det förfallna slottet Lais. Under våren förstärktes armén med förband från svenska fastlandet och i juni 1701 bröt armén upp och marscherade ner mot Riga för att slå till mot kung August II:s sachsiska och ryska trupper. Den 9 juli korsade Karl XII floden Düna i spetsen för Livgardet och August II gick till reträtt efter en kort strid. Under striderna vid Cobrons skans stupade två gardeskaptener och Gyllenkrok blev sårad på nytt. Kurland ockuperades av svenskarna och den 19 augusti utnämndes Gyllenkrok till generalkvartermästarlöjtnant och den 30 oktober till major.

### Polska fälttåget
Istället för att försvara de svenska Östersjöprovinserna beslöt Karl XII att gå söderut mot Polen och försöka avsätta August II som polsk kung. I december 1701 lämnade Gyllenkrok Kurland och marscherade in i det polska Litauen i spetsen för 400 man från Livgardet, medan Karl XII red i förväg med en avdelning ryttare. Efter 19 dagars marsch anlände Gyllenkrok till Kovno vid floden Njemen, där han och hans trupper inkvarterade under 2 månader. Den 27 mars 1702 anlände Karl XII med sina ryttare till Kovno, och dagen efter anlände en större trupp vilket gjorde att Gyllenkrok kunde återgå till sitt regemente. Senare påbörjade Karl XII sin marsch mot Warszawa. Gyllenkrok skickades i förväg och hans styrka var förstärkt med kavalleri, och fick uppgiften att inrätta magasin vid alla nattkvarter på vägen till Warszawa. Gyllenkrok beordrade sina ryttare att driva samman proviant och upprätta magasin i städerna. 14 dagar senare kom han till staden Ostrow, där polackerna hade förstört broarna och pråmarna över floden Bug. Han fick råd att ta sig till staden Wyszków där han hittade en vindbrygga över strömmen, och längre nedåt floden hittade han ett tjugotal småbåtar som kunde användas vid transport av folk och proviant. Karl XII beslutade att övergången skulle ske vid Wyszków, och efteråt föll Warszawa utan svärdsslag den 14 maj 1702.

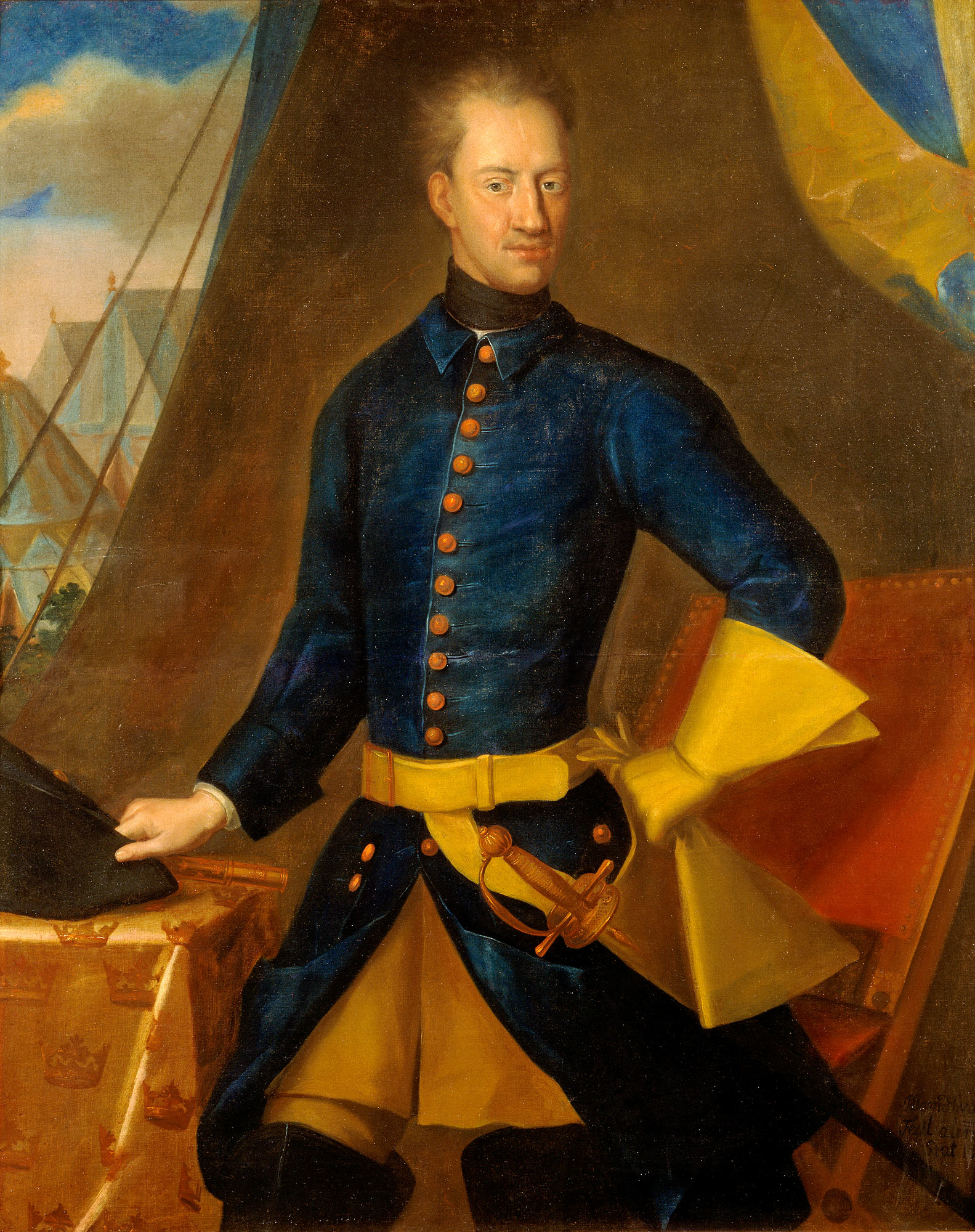
Karl XII (1706) av Johan David Schwartz.

Under några veckor vilade Gyllenkrok med sina trupper i förstaden Praga vid Warszawa, men 10 dagar före huvudarméns uppbrott söderut beordrades Gyllenkrok att i förväg skickas till Kraków med 900 man för att ta hand om arméns underhåll. Under hans proviantinsamling fick Gyllenkrok via utsända spioner underrättelser om att August II och hans sachsiska armé hade brutit upp och att hans förtrupper var i närheten av Gyllenkroks styrka. Karl XII kallade då tillbaka Gyllenkrok, som eskorterade 260 vagnar med proviant till huvudarmén. Gyllenkrok deltog senare i slaget vid Kliszów den 9 juli, där Karl XII återigen segrade över August II men misslyckade med att vinna en avgörande seger mot den sachsiska armén. Under slaget förlorade Livgardet 66 man, men Gyllenkrok reflekterade att han "ovanligt nog" inte blev sårad. Senare i augusti skickades Gyllenkrok ut på en ny proviantexpedition mot slottet Tarsin, som han inkvarterade med 400 soldater. Slottet och den angränsande byn var dock övergivna och allt av värde var borta, vilket gjorde att Gyllenkrok återvände till huvudarmén tomhänt. Efteråt fick Gyllenkrok i uppdrag att med 560 ryttare och 1 200 fotsoldater eskortera 60 vagnar med krigstroféer och sårade och sjuka svenska soldater till staden Opatowice vid floden Weichsel. Under den sex dagar långa marschen oroades Gyllenkrok av polska ryttare och grupperade sina trupper att för att omedelbart kunna inta stridsberedskap. Efter fullgjort uppdrag fick Gyllenkrok en ny order om att med 500 soldater plundra och bränna ner staden Woinitze för att denna inte kunde betala den dryga kontribution som svenskarna ålade stadens borgare. Efter utförd exekution återvände Gyllenkrok till Opatowice, ihop med boskap och några linnekläder.

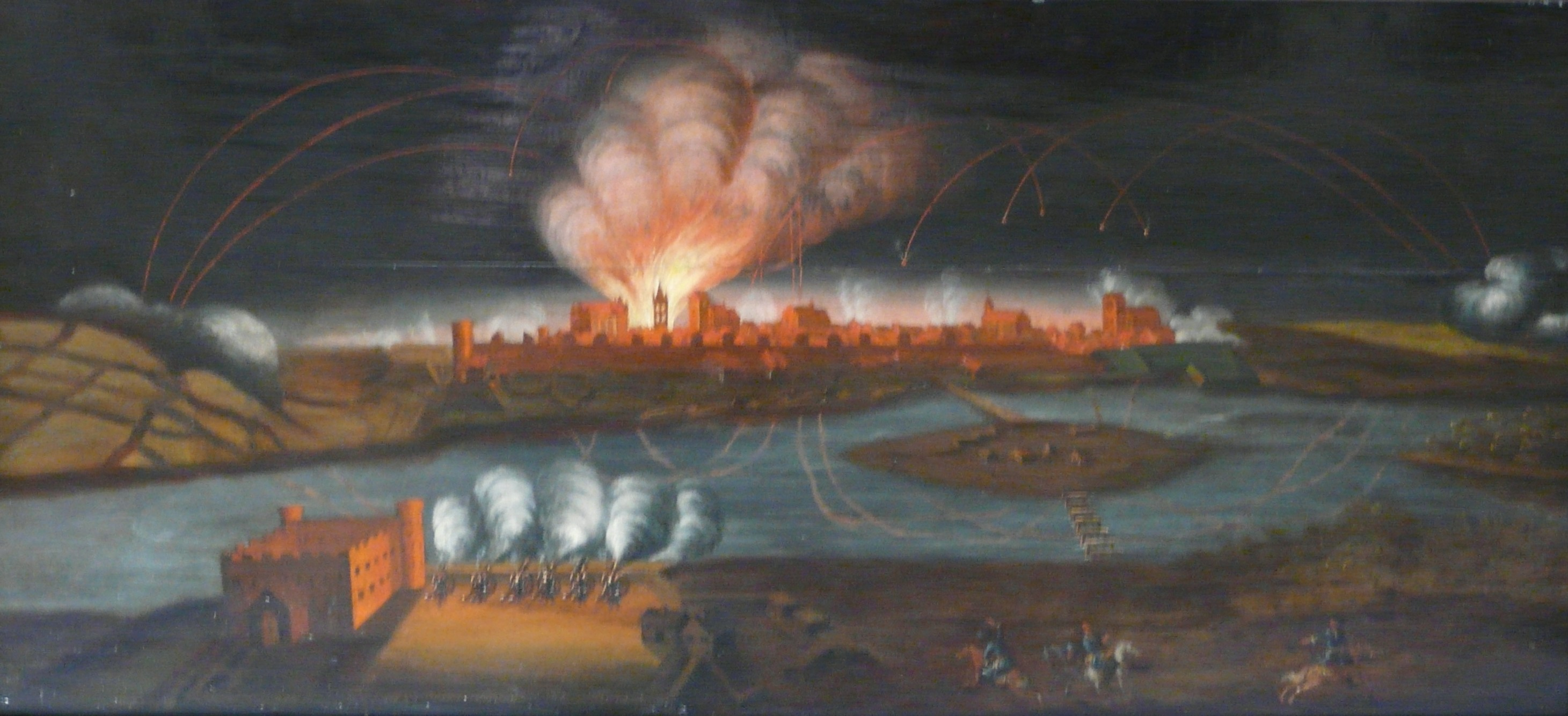
Belägringen av Thorn. Målning efter 1703.

I maj 1703 inringade Karl XII fästningen Thorn vid Weichsel, som bevakades av en stark sachsisk garnison, men han tvingades vänta till augusti för att skaffa tillräckligt med manskap och kanoner innan han kunde inleda sin belägring. Då den ordinarie fortifikationschefen avlidit fick Gyllenkrok i uppdrag att leda belägringen. I början av september öppnade han löpgravarna, och enligt gardesfänriken Leonard Kagg ska han ha fått order av Gyllenkrok att med 24 soldater skydda arbetarna i löpgraven och ligga bakom en uppkastad jordhög framför löpgraven under en hel natt. Gyllenkrok sade till Kagg att han skulle hämta dem i gryningen, men han kom aldrig. När sachsarna under morgonen upptäckte Kagg och hans soldater öppnade de genast eld, och av Kaggs manskap stupade fyra och sex blev sårade. Kagg flyttade inte på sig förrän Karl XII själv sprang ut till dem och således utsatte sig själv för livsfara för att personligen ge Kagg order att retirera. Kungen frågade Kagg vem som gav ordern till honom, men tycks inte ha vidtagit några åtgärder mot Gyllenkrok, som själv inte nämnde något om händelsen i sina rapporter. Thorns garnison kapitulerade inför Karl XII den 14 oktober.
Gyllenkrok medföljde Karl XII i inringningen av staden Grodno under januari 1706, där Gyllenkrok rekognoscerade det ryska lägret vid staden. De ryska trupperna överraskades och slöt sig inne i staden, medan Karl XII i spetsen för Livgardet gick över floden Njemen 14 dagar senare och slog läger för att snabbt kunna ingripa när ryssarna lämnade Grodno. Då ryssarna led av epidemier och hungersnöd, samt att ingen undsättning skulle komma för dem, bröt de upp från Grodno i slutet av mars och gick söderut. Karl XII och hans trupper förföljde ryssarna ända till Pinsk och in i Volhynien, men kunde inte hinna ifatt och anfalla dem. Senare i augusti 1706 överskred Karl XII och den svenska huvudarmén den sachsiska gränsen, där Gyllenkrok ledde en förtrupp. Med 50 dragoner tågade han in i Leipzig och ställde upp sin trupp på torget. Den sachsiska garnisonen på 200 man sträckte vapen och gav sig fången, och Karl XII beslöt att soldaterna skulle släppas fria och gå hem till sitt. I slottet Altranstädt utanför Leipzig den 14 september 1706 undertecknades ett fredsfördrag mellan Sverige och Sachsen. I fördraget tvingades August II bryta allt samröre med sina allierade, avstå från den polska kronan och erkänna Stanisław Leszczyński som ny kung.

#### Utnämning till generalkvartermästare och fälttågsplan
Den 10 juni 1706 utnämndes Gyllenkrok till överstelöjtnant vid Livgardet och generalkvartermästare vid huvudarmén. Generallöjtnant Knut Posse anförtrodde Gyllenkrok till att efterträda honom som chef för Livgardet, men denna post utsåg Karl XII istället till Carl Magnus Posse. Gyllenkrok anförtroddes istället dubbla befattningar, vilket visade sig vara ekonomiskt fördelaktig för både Gyllenkrok och hans senare familj. I Altranstädt fick han kvarter för sig och den underlydande fortifikationspersonalen. Med sig tog han de relationer som han utarbetat över sina militära expeditioner åren 1701 och 1702 i Polen, varav den sista rapporten om händelserna i november 1702 undertecknades under vinterkvarteret i Lublin den 4 mars 1703, där Gyllenkrok troligtvis sammanställde sina memoarer. I Altranstädt överlämnade han dem till kanslirådet Olof Hermelin, i hopp om att kungen skulle läsa hans rapporter. I väntan på kungens beslut om uppbrytning var Gyllenkrok delaktig ihop med andra officerare i uppvaktningen av Anna Maria Törnflycht, syster till överstemarskalken Carl Pipers hustru Christina Törne. Gyllenkrok övervägde starkt att gifte sig med Anna Maria för att kunna bli svåger till Piper, en av Karl XII:s närmaste rådgivare, men Anna Marias val föll på generalmajoren Johan August Meijerfeldt.

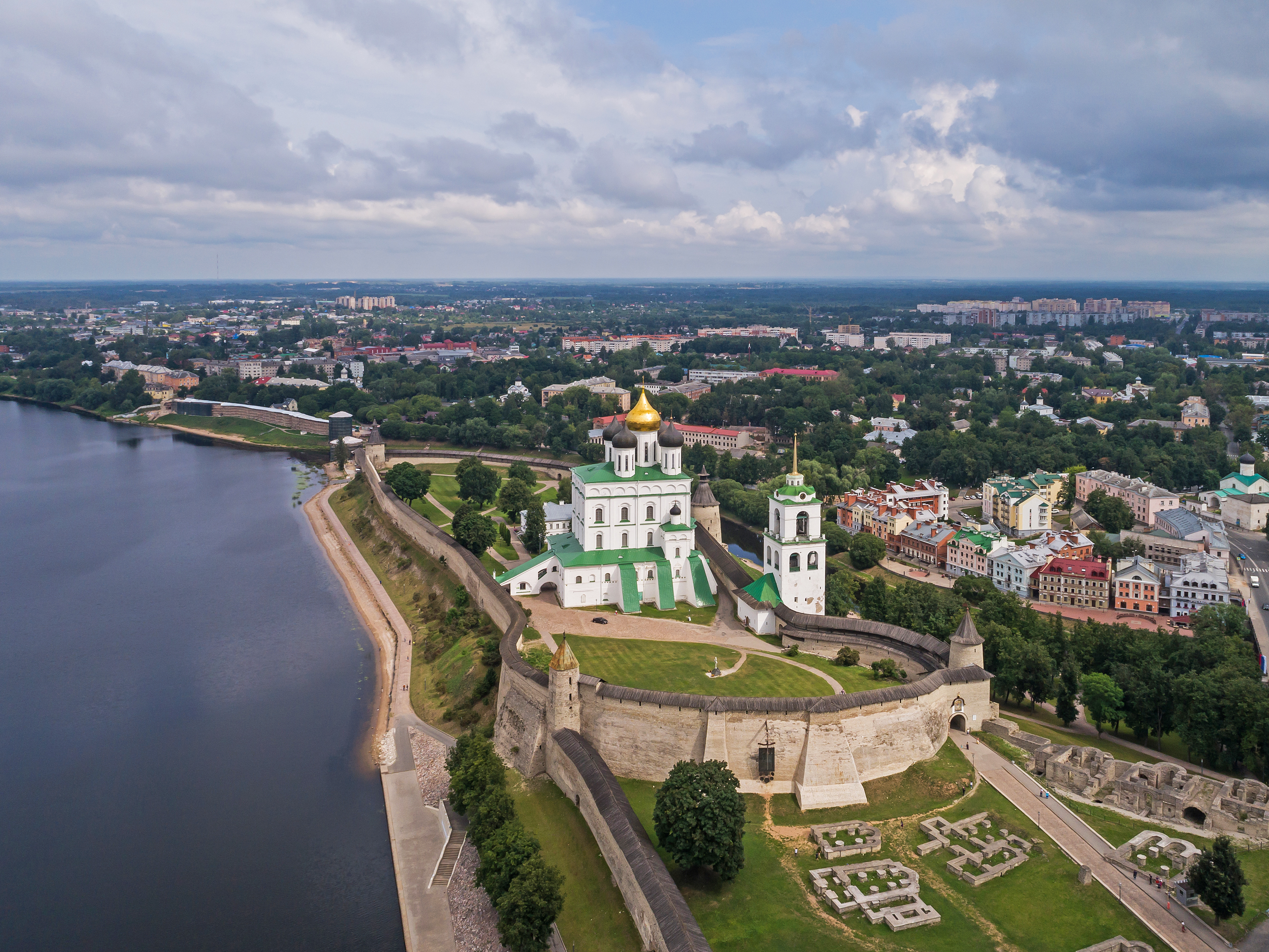
Gyllenkrok gjorde en fälttågsplan som involverade en belägring av staden Pskov. Hans plan kom dock aldrig att realiseras.

Under vistelsen i Sachsen utarbetade Gyllenkrok en generalkarta över Polen, liksom en uppmätning och kartläggning över hela Sachsen, vilket Karl XII uppskattade och lät göra kopior av de sachsiska kartorna, som han skänkte till August II. Som gengåva överlämnade August II en karta över Ryssland som han fick som gåva av Peter I. Gyllenkrok fick överta den ryska kartan, som var i liten skala och Gyllenkrok fick kungens tillstånd att be fortifikationskontoret i Stockholm om att skicka sina specialkartor över Livland och Ingermanland samt kartor över Pskov och området kring den ryska fästningen. Karl XII kontaktade även chefen för fortifikationen Magnus Palmqvist om att skicka fem fortifikationsofficerare som Gyllenkrok hade rekommenderat som skulle användas inför en planerad belägring av Pskov. Fortifikationsofficerarna anlände senare till Sachsen med kartorna över Pskov och området kring fästningen. Kungen ansåg att kartorna var otillräckliga och av ringa värde, och tillade att när Gyllenkrok fick tillfälle att rita en egen karta över området skulle fortifikationskontoret bli brädat. Han uppmanade Gyllenkrok att tiga om planen och kartorna, vilket Gyllenkrok uppfattade som ett tecken på att kungen reflekterade på planen att belägra Pskov.
Gyllenkrok arbetade därmed med en fälttågsplan för den svenska huvudarméns marsch från Sachsen till Pskov, ihop med uppsättning av magasin och förberedelser inför en belägring av Pskov. Gyllenkrok var underrättad om att starka ryska trupper låg i Litauen och östra Polen och att tsar Peter I höll på att bygga Sankt Petersburg, ihop med Peter-Paulfästningen, i Ingermanland. För att erövra Pskov måste trupper avdelas till området kring Smolensk för att hålla ryssarna stången, medan huvudarmén skulle ha sitt vinterkvarter i Polen. Samtidigt skulle trupper överföras från Sverige och Svenska Pommern till Riga för att förstärka general Adam Ludwig Lewenhaupts trupper. Under våren skulle Karl XII föra sin armé den snabbaste vägen till området till Pskov och förena sig med Lewenhaupts trupper i ett gemensamt anfall mot den ryska fästningen. Övriga trupper skulle föras norrut för att återta Narva, medan den finska armén skulle anfalla Sankt Petersburg och bistå den svenska örlogsflottan med att förstöra stadens hamn och flotta. Stanisław Leszczyńskis polska trupper skulle även marschera in i Ukraina och locka kosackerna till att strida mot Peter I. Ifall tsaren efter dessa motgångar inte ville sluta fred skulle den svenska huvudarmén passera floden Volga och marschera mot Moskva. Det råder dock osäkerhet ifall Gyllenkrok fick tillfälle att visa sin fälttågsplan för Karl XII.

### Ryska fälttåget
I början av september 1707 bröt Karl XII upp från Sachsen i spetsen för en välutrustad armé på 33 000 man. Gyllenkrok fick order om att uppsätta marschrutter för regementena till Słupce väster om Weichsel. Gyllenkrok hade kartor över hela marschområdet och längre österut som hade insamlats av Erik Dahlbergh och Carl Magnus Stuart, och i övrigt hade han samlat in upplysningar från andra håll. Då officerarna inte visste var Karl XII:s hade för mål med sin marsch frågade dem Gyllenkrok, men svarade att han var helt okunnig, och därmed höll sitt löfte till kungen om att förtiga deras tidigare samtal. Ryssarna drog sig tillbaka över Weichsel och Karl XII ville fortsätta förföljandet av ryssarna mot Grodno. Gyllenkrok avrådde kungen från att passera de masuriska sjöarna, då man inte ville överge sina goda kvarter, och varnade för träsken och de elaka vägarna. Men kungen avvisade hans invändningar och armén tvingades marschera genom svårgenomträngliga urskogar och träskmarker under ett blidväder och samtidigt bekämpa frivilliga bondetrupper. Enligt Gyllenkrok skulle Karl XII ha beordrat vissa regementen att döda allt manfolk de påträffade och bränna upp alla byar längs vägen.
Framme vid Grodno lyckades Karl XII rädda bron över floden Njemen, som armén passerade för att senare anlända till Smorgon, där Gyllenkrok fick order att göra upp ståndkvarter för armén. Armén stannade i Smorgon under elva veckor i väntan på att vägarna skulle bli farbara. Karl XII var nu vid ett vägskäl och en skiljeväg i sitt fälttåg mot Ryssland; vid Vilna fanns en stor väg nordost mot de svenska Östersjöprovinserna och Pskov, medan en annan väg vid Vilna gick österut över Minsk och Smolensk mot Moskva. Gyllenkrok bad flera officerare och ämbetsmän om besked angående kungens planer. Flera delade hans åsikter och farhågor angående ett allmänt tal i armén om en marsch mot Moskva, dock att kungens båda nära rådgivare Rehnskiöld och Piper var omedvetna om kungens planer. Först i juni 1708 när Gyllenkrok arbetade med att rita en karta över områdena kring floden Düna gick kungen fram till honom och meddelade sitt besked om att armén skulle marschera mot Moskva. Gyllenkrok framhöll att vägen till Moskva var lång och att ryssarna skulle bygga förskansningar vid de svåra passagerna, samt att ryssarna med stor sannolikhet skulle bränna upp sitt eget land för att försvåra svenskarnas marsch. Kungen svarade med att ryssarnas befästningar var av ringa värde och att han själv skulle bränna ner ryska städer och byar ifall inte ryssarna hann före.

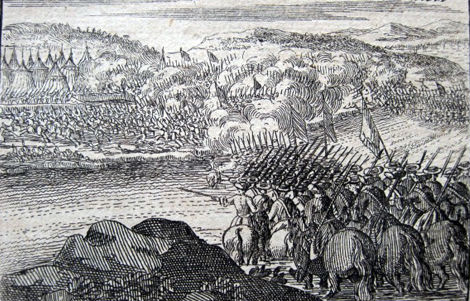
Slaget vid Holowczyn av en okänd konstnär.

Den 3 juni gav Karl XII order till Lewenhaupt att förena sin kurländska armé med huvudarmén och samtidigt föra med sig tusentals vagnar med bröd och mjöl som skulle räcka för tre månaders fälttåg. Några dagar efter kungens order lät han huvudarmén bryta upp österut. När armén kom fram till floden Vabitj hade stora ryska truppstyrkor förstört bron och förskansat sig på andra sidan för att spärra vägen till Mohilev. Gyllenkrok fick order att arrangera arméns läger vid Holowczyn och rekognosera floden. Han gjorde en liten karta över den och kunde konstatera att floden var mycket djup och förde med sig några läderpontoner som underlag för en ny bro. I slaget vid Holowczyn den 4 juli gick Karl XII över floden Vabitj och då de ryska truppstyrkorna var separerade från varandra, och saknade en enhetlig ledning, kunde de inte hejda de svenska anfallen och tvingades till reträtt. Slaget fick dock ingen avgörande betydelse då ryssarna lyckades undkomma mestadels intakt.

#### Marschen mot Ukraina
I Mohilev lät kungen rasta sin armé i en månad, då provianteringsbristen var stor och regementena måste skaffa livsmedel och furage från området. Under tiden byggdes två broar över floden Dnepr, som armén passerade i början av augusti. Den 11 september stod armén i Tatarsk, i väntan på att Lewenhaupt skulle komma med förstärkningar från Livland. Den ryska armén stod i Smolensk och bränt ner alla byar och furage runt staden. Under tiden hade Gyllenkrok lett förpatruller och rekognoscerat och hämtat upplysningar från köpmän, överlöpare, präster och andra och jämförde deras uppgifter med sina egna rekognosceringar. En dag hade Gyllenkrok ett märkligt samtal med Karl XII, som bad om råd var armén skulle marschera och att han själv inte hade någon plan. Då Gyllenkrok inte hade någon lösning ansåg ha att det var kungens rådsherrar och generaler som skulle ge sådana råd. Kungen svarade dock att endast Gyllenkrok kände till vägarna i Ryssland, liksom landets situation. Gyllenkrok bad då om betänketid och sökte upp Rehnskiöld, och de båda tog fram kartor för att diskutera olika vägar. Rehnskiöld avvisade Gyllenkroks förslag att armén skulle gå tillbaka över Dnepr, då kungen aldrig ville gå tillbaka. Gyllenkrok hittade sedan tre vägar som ledde söderut till kosackernas land Severien, där det fanns gott om proviant, och marschen dit skulle gå genom en nio mil lång skog. Rehnskiöld godkände detta förslag och Gyllenkrok fick även medhåll från Piper. Under ett senare möte med kungen beslöt denne att armén skulle marschera till Severien, och beordrade Gyllenkrok att skapa en vägkarta över hur Lewenhaupt skulle marschera till Severiens huvudstad Starodub. Gyllenkrok försökte förmå kungen att uppskjuta marschen tills Lewenhaupts trupper var i säkerhet, men kungen svarade att de inte längre kunde stanna kvar i Tatarsk på grund av proviantbrist. Lewenhaupts armé hade under tiden gått över Dnepr, men vid byn Lesna den 29 september hann ryssarna ifatt honom. Lewenhaupt lyckades slå tillbaka ryssarnas anfall, men tvingades offra sitt artilleri och sina trossvagnar. Med 6 500 man infann han sig och angav rapport för Karl XII i Severien.
Den 15 september bröt armén upp från Tatarsk för att gå söderut mot Severien. Karl XII utsåg generalmajoren Anders Lagercrona till att leda en förtrupp på 3 000 man, och Gyllenkrok beordrades att informera Lagercrona om den rätta vägen genom skogen. Lagercrona gick dock en annan väg och gick därmed vilse, men senare anlände han till Starodub, men valde inte att besätta staden då han inte fick order om det från kungen. Istället besattes Starodub av ryssarna och fick därifrån möjlighet att skövla mellersta Severien. Hungersmarschen fortsatte söderut mot Ukraina och Baturyn, den kosackiske hetmanen Ivan Mazepas huvudstad. Mazepa hade beslutat sig för att gå i förbund med Karl XII för att göra Ukraina självständigt från ryssarna. När Peter I fick veta om Mazepas förbund med svenskarna skickade han en armé under furst Aleksandr Mensjikov till att intaga och bränna ner Baturyn i början av november innan svenskarna hann före dem. Framme i Ukraina kunde den svenska huvudarmén vila ut och äta sig mätta, och Gyllenkrok fick order att förlägga armén kring staden Novgorod-Severskij vid floden Desna mellan Starodub och Baturyn.

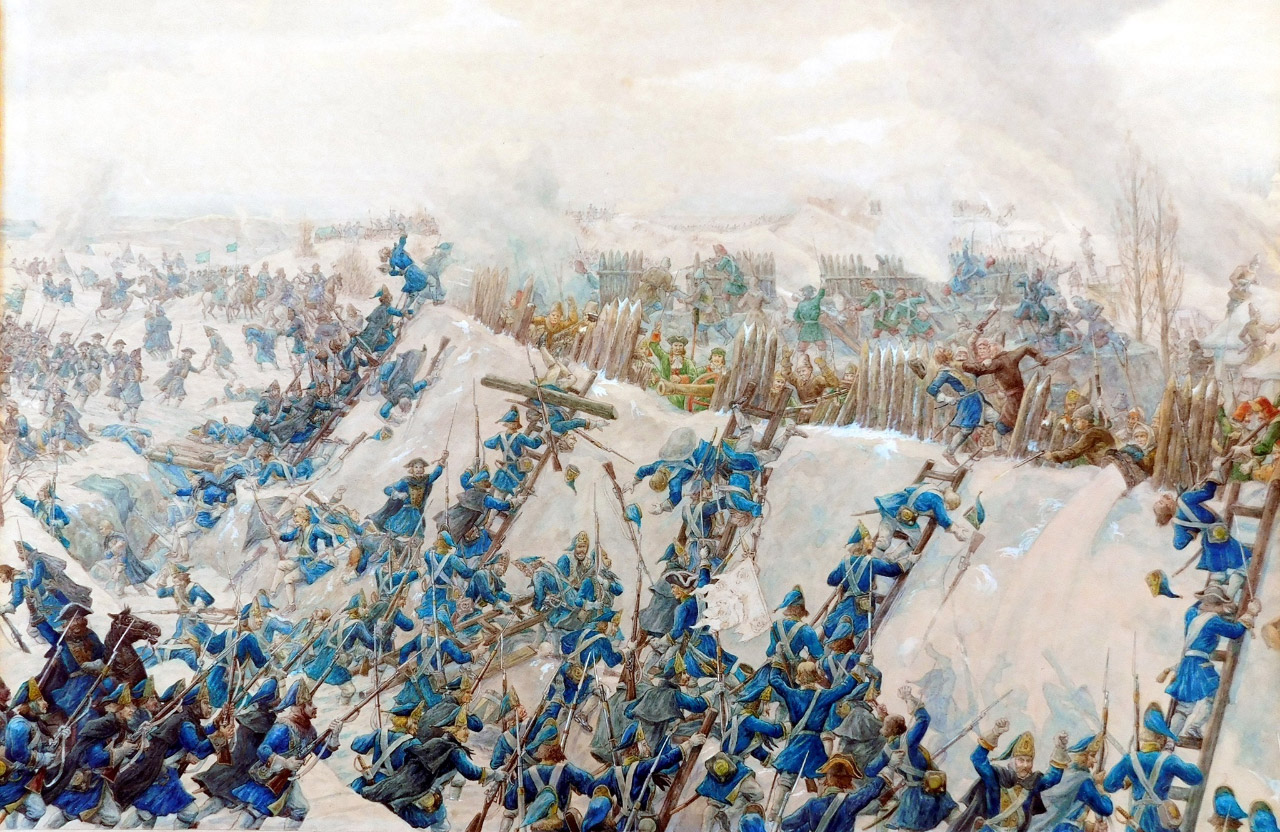
Stormningen av Vepryk av Ernst Lissner.

I slutet av december beslutade Karl XII efter Mazepas rekommendation att armén skulle bryta upp och marschera söderut till staden Gadjatj vid floden Psiol. Gyllenkrok protesterade mot beslutet och försäkrade att de inte kunde hitta bättre kvarter än vad de hade nu. På vägen till Gadjatj slog kölden till mot armén som kostade tusentals soldater livet. I närheten av Gadjatj låg fästningen Vepryk, som besattes av en rysk garnison på 1 500 man. Då fästningen utgjorde ett hinder för Karl XII:s operationer beslöt han att erövra den, och gjorde själv upp dispositionen till en stormning. Stormningen av Vepryk som skedde den 7 januari 1709 misslyckades och Gyllenkrok uppskattade att över 1 000 svenska soldater hade stupat, men då den ryska garnisonen hade förbrukat nästan all sin ammunition valde fästningens kommendant att kapitulera. Vid nyårstiden beordrades Gyllenkrok att fördela nya vinterkvarter efter framförflyttningen till floderna Psiol och Vorskla. Han hittade goda kvarter öster om floden Vorskla och föreslog att vissa regementen borde förläggas där, men kungen avslog hans förslag utan motivering. När Gyllenkrok vände sig till Rehnskiöld om att få hans stöd i förslaget beskyllde han Gyllenkrok för att sätta sig emot kungens beslut. Trots att Rehnskiöld senare lovade att tala med kungen, efter att Gyllenkrok bad honom att studera hans förslag med kartor och avstånd, skulle inga regementen inkvarteras på andra sidan av Vorskla.
I slutet av januari slog Karl XII till mot de framträngande ryska trupperna, och tog med sig Gyllenkrok och hans vägvisare. Den 29 januari besegrade han en ryttarstyrka vid staden Oposjnja vid Vorsklastranden, gick över floden och besatte byn Kotelva. Han fortsatte vidare mot staden Krasnokutsk och den 11 februari överraskade han en större rysk styrka och drev bort dem i en allmän flykt. Därefter fortsatte han till Gorodnoje och Kolomak, och svenskarna brände de byar och städer de passerade, inklusive kringliggande byar. Gyllenkrok hävdade att det skedde sedan invånarna lämnat sina hus och kvinnorna och barnen tvingades följa med det svenska arriärgardet. I Kotelva hade Gyllenkrok ett samtal med kungen som ville ha uppgifter till vägarna till Asien som Mazepa hade berättat inte låg långt därifrån och begärde att Gyllenkrok skulle ta reda på vägen dit. Gyllenkrok argumenterade dock att Asien låg några hundra mil därifrån och efter ett samtal med Mazepa hade denne blivit mycket alarmerad och sagt att han bara skämtade med kungen.
Då Kolomak och floderna Merla och Vorskla översvämmades av kraftiga skyfall sändes Gyllenkrok ut för att rekognoscera och göra upp kartor för den fortsatta marschen. Efter fyra hårda dagar gick trupperna över till Vorskla och anvisades kvarter längs floden mot handelsstaden Poltava och dess angränsande byar. Karl XII planerade att innesluta Poltava i ett försök att locka ut Peter I till en öppen strid.

#### Belägringen och slaget vid Poltava
Vid ankomsten till Poltava placerade Karl XII en vakt på 200 man som inneslöt hela staden, och berättade för Gyllenkrok att staden låg på en höjd vid Vorskla och under staden låg en översvämmad äng, vilket gjorde att ingen kunde ta sig in utan att passera den svenska vakten. Gyllenkrok fick order att göra en ritning av staden och skapa en belägringsplan. Han var mycket tveksam till belägringen eftersom Poltava bevakades av en stark rysk garnison och att de saknade belägringsartilleri och ammunition, liksom att Mazepas kosacker inte var lämpliga till att gräva löpgravar. Inför Gyllenkroks invändningar besvarade Karl XII med:
| ”           | "I måste ej göra det så svårt. I är van vid de stora belägringarna utomlands, och om I ej har allt, så menen I att det är omöjeligt. Vi måste göra med det vi hava, vad de andra göra med sitt... Vi måste göra det som extraordinärt är, så har vi beröm och gloria därav." | „ |
| – Karl XII. | |   |

De svenska regementena förflyttades till byarna runtom Poltava och med kungens tillstånd öppnade Gyllenkrok löpgravarna den 1 maj 1709. Arbetet gick långsamt eftersom svenskarna hade brist på skyfflar och eftersom infanteriet var svagt överläts arbetet till Mazepas kosacker. Eftersom dessa var förskräckta av den ryska garnisonens beskjutning och flydde från löpgravarna var Gyllenkrok tvungen att hota dem med dödsstraff ifall de flydde på nytt. Belägringen drog ut över sex veckor och för var dag förlorade svenskarna flera soldater och som försvagade infanteriet. Gyllenkrok övervägde olika metoder för att nå ett snabbt avgörande, men som slutade med misslyckade minsprängningar nära fästningsvallen och en planerad generalstormning som avblåstes på grund av brist på artilleriammunition. I början av juni gjorde Gyllenkrok ett försök att avbryta belägringen genom att föreslå för Piper att armén borde dra sig tillbaka till andra kvarter när Dnepr för att få god tillgång på proviant, och påpekade att den plats armén stod nu var riskabel för kungen då denne exponerade sig på de farligaste ställen. Piper lovade att tala om detta inför kungen.

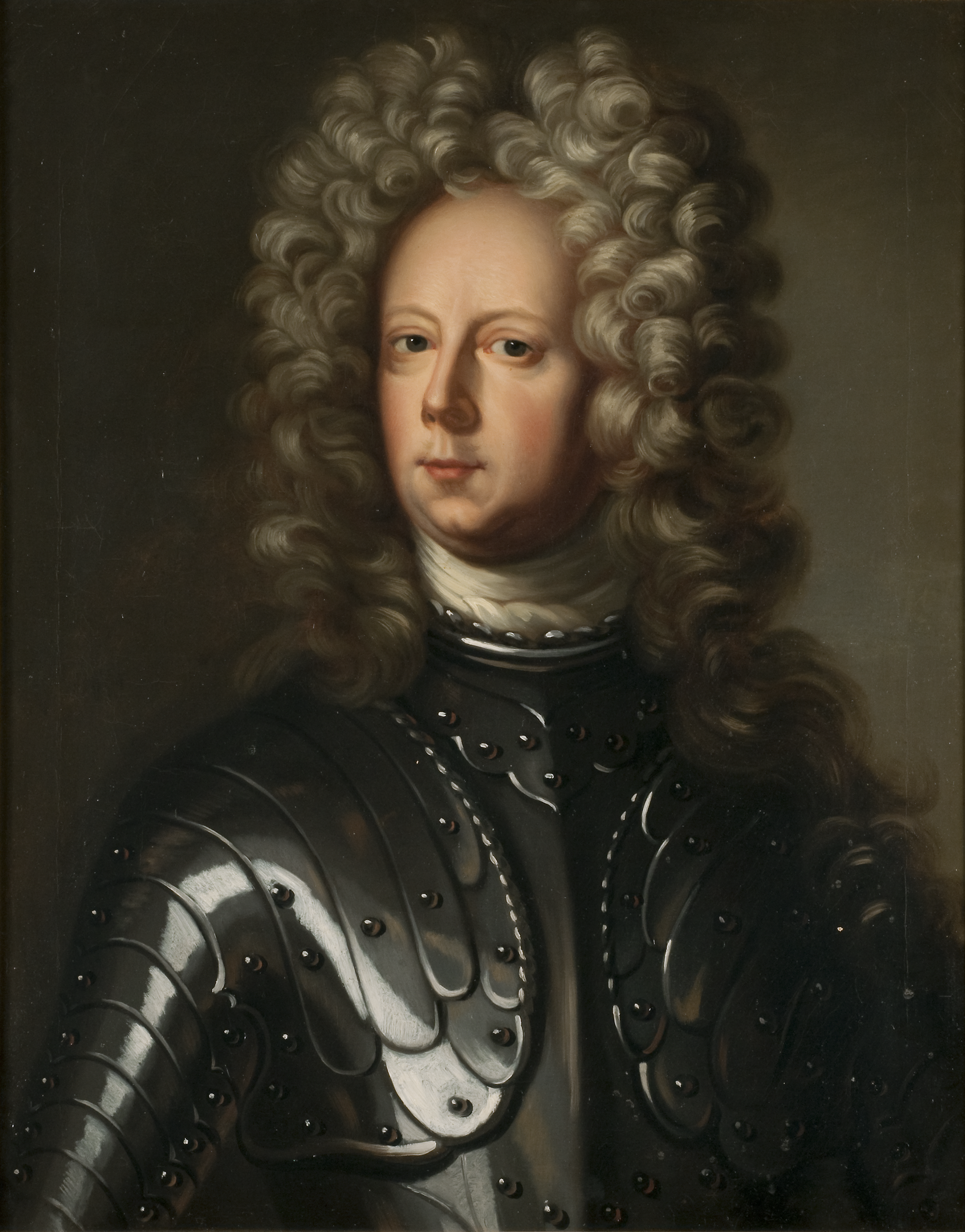
Fältmarskalk Carl Gustaf Rehnskiöld av David von Krafft.

I mitten av juni korsade Peter I till den svenska sidan av floden Vorskla och slog läger en mil norr om Poltava. På kungens födelsedag den 17 juni blev Karl XII skjuten i foten under en av hans spaningsturer längs Vorskla. Då kungen insjuknade och inte kunde som brukligt var föra befälet övertogs det direkta befälet till Rehnskiöld. Denne bad Gyllenkrok att bygga förskansningar för att hindra ryssarna från att få förbindelse med Poltava, och som färdigställdes under natten. Natten till den 26 juni flyttade Peter I sitt lägger några kilometer norrut vid byn Jakovtsi nära Vorskla. Dagen därefter beslöt Karl XII att Rehnskiöld skulle gå till anfall mot Peter I, och kallade Gyllenkrok till att indela infanteriet i fyra kolonner och ansvara för dess gruppering inför den kommande drabbningen. Efter att kungen godkände hans plan fick han inga andra uppgifter. Rehnskiöld skulle sköta hans uppgift att rekognoscera slagfältet, och i slaget skulle Gyllenkrok fungera som observatör och sambandsofficer, fri från ansvar. Under kvällen den 27 juni stod Gyllenkrok på infanteriets uppställningsplats och följde efter Karl XII, som skulle följa striden buren på en bår. Under natten till den 28 juni fick Gyllenkrok höra ett huggande och bultande ljud framför sig. När han red ut på fältet med två officerare upptäckte han att ryssarna under natten hade byggt fyra skansar som låg i en rät vinkel framför svenskarnas marschrutt. Han rapporterade upptäckten till Rehnskiöld, som blev fullständigt överraskad och tvingades lägga om sin stridsplan. Samtidigt hade ryssarna alarmerats om svenskarnas rörelser och gjorde sig redo för strid.

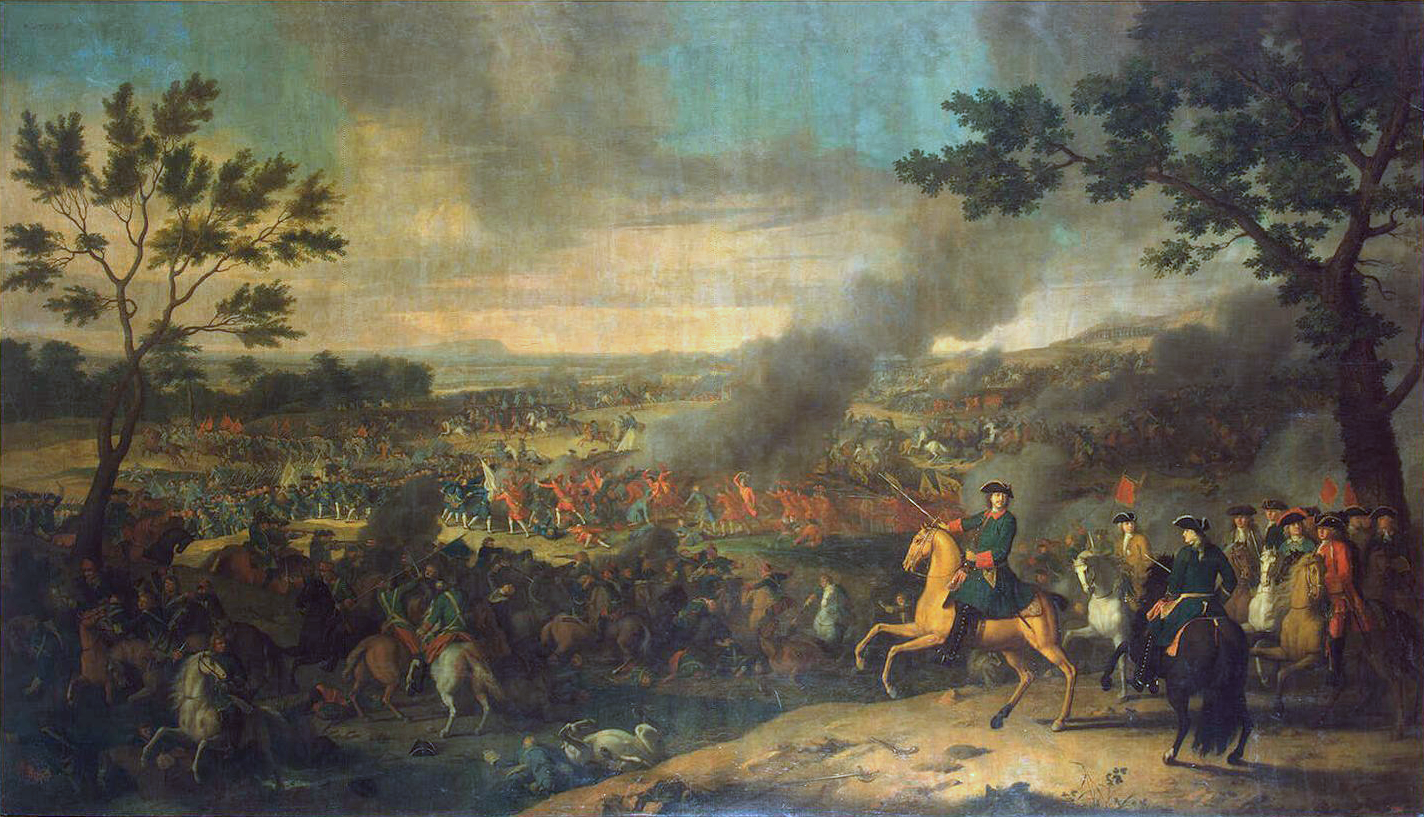
Slaget vid Poltava (1718) av Louis Caravaque.

Efter att det svenska kavalleriet jagade bort det ryska kavalleriet från slagfältet marscherade de svenska infanterikolonnerna mot de ryska skansarna, där de främsta erövrades efter en kort strid. Lewenhaupt hade med sina bataljoner passerat utanför redutterna och gått ensam framåt, men Rehnskiöld skickade Gyllenkrok för att ge Lewenhaupt order om att hejda sig och vika av inåt mot de andra kolonnerna. Anfallen mot de övriga skansarna orsakade stora förluster bland kolonnerna, i synnerhet för Carl Gustaf Roos kolonn, som tvingades retirera till ett skogsparti i närheten och senare kapitulera inför förföljande ryska trupper. Tidigare fick Gyllenkrok kontakt med en generaladjutant till Roos, som berättade om att Roos blivit kvar på en av skansarna. Kungen skickade kolonnbefälhavarna Axel Sparre och Anders Lagercrona för att skaffa fram Roos, vilket gjorde att deras kolonner blev stående i flera timmar i skogen väster om det ryska lägret. Gyllenkrok fick höra av Sparre att denne misslyckades att ta kontakt med Roos och ansåg att denne försvarade sig väl mot ryssarna. Då Gyllenkrok invände att Roos var i fara svarade Sparre att han inte kunde hjälpa honom. Senare under slaget beordrade Rehnskiöld att det svenska infanteriet skulle gå till strid mot det ryska infanteriet, men då det svenska kavalleriet inte kunde anlända i tid för att understödja dem blev infanteriet krossat, och de överlevande tvingades till reträtt. Gyllenkrok följde med kavalleriet och drogs ner i ett kärr, och var nära på att drunkna innan han räddades av en okänd officer. På fast mark träffade han Piper och Rehnskiöld och frågade vad man skulle ta sig till. Alla tre red sedan åt var sitt håll, och senare skulle både Piper och Rehnskiöld hamna i rysk fångenskap.

#### Reträtten till Perevolotjna
Från slagfältet red Gyllenkrok till byn Puschkarjovka väster om Poltava, där den besegrade svenska armén återsamlades. Detta rörde sig om 10 000 överlevande, medan 6 900 svenska soldater och officerare hade stupat och 2 800 tagits tillfånga. Där påträffade han överste Anders Wennerstedt och beordrade honom att hjälpa det oordnade kavalleriet. Gyllenkrok samlade sedan ihop de officerare från trossen han kunde hitta och bad dem att samla ihop sina soldater och göra sig redo för försvar. Senare samlade han ihop 300 man som fick ställa sig till artilleriets understöd, och ställde upp bagaget och artilleriet på vägen söderut längs Vorskla. Karl XII beordrade honom att han skulle leda bagagetåget till överstelöjtnant Thomas Funcks postering i Bjeliki. Gyllenkrok gav överstelöjtnant Niklas Rappe uppdraget att avtåga med bagaget först och senare med artilleriet. När Gyllenkrok rapporterade att bagaget och artilleriet var på väg fick han order av Karl XII att bege sig i förväg till Funck. Gyllenkrok anlände först till byn Novi Sentjari där han beordrade överstelöjtnant Johan Reinhold von Trautvetter att sända en dragon för att hämta Funck. Dagen efter kom bud om att ryska trupper var i närheten, och Gyllenkrok red i förväg för att träffa Funck utanför byn och gjorde honom sällskap till kungens stuga i Bjeliki. Gyllenkrok fick upplysning av en kosack att fortsätta vägen nedför Vorskla till staden Koleberda, där han träffade överstelöjtnant Göran Silfverhielm som försäkrade att han kände trakten väl och kunde ta armén över Dnepr. Gyllenkrok skickade bud till Lewenhaupt, som nu hade det närmaste kommandot under Karl XII, om att skicka timmermän och artillerister med broslagningsredskap till den nedbrända staden Perevolotjna vid Dnepr.
När Gyllenkrok kom till Perevolotjna anmälde sig 14 timmermän hos honom, beväpnade med yxor men utan andra redskap. Från byn Kischenka utanför Perevolotjna hade Gyllenkrok flyttat 8 pråmar, och vandrade längs Dneprs strand ihop med timmermännen för att leta efter bräder till nya pråmar. När han insåg att Dnepr var för bred att föra över en hel armé försökte han hitta ett vadställe över Vorskla. Ett vadställe fanns vid Kischenka och skickade genast 1 officer och 30 ryttare med order att hindra kungens vagn tills han fick tillfälle att föredra sina förslag inför kungen. Den 30 juni fick han besök av generaladjutanten Andreas Gyldenklou som berättade att kungen hade anlänt till Perevolotjna ihop med täten av armén. Där träffade han Karl XII och fick tillfälle att informera att armén istället borde korsa floden Vorskla vid vadstället nära Kischenka. Efteråt anlände resterna av armén till Perevolotjna, och förläggningen där var alldeles för trång och instängd mellan två floder. Lewenhaupt och Sparre uppvaktade kungen och vädjade honom att rädda sig över Dnepr. Kungen frågade då Gyllenkrok om vart armén borde gå härnäst. Gyllenkrok svarade att det fanns tre utvägar: att armén borde gå tillbaka genom Ukraina och söka kontakt med trupperna i Polen; att marschera genom ödemarken till Tartariet; eller att göra en förnyad strid mot Peter I. Kungen kommenterade att hans soldater skulle strida när han befaller dem, varpå Gyllenkrok besvarade:
| ”                  | "Gud give att Eders Majestät inte hade blivit blesserad, så hoppas jag med Jesu hjälp att det aldrig hade så tillgått som nu är skett, ty varken har man rätt rekognoscerat, ej heller har man anfört vårt stackars folk att de fått göra sin devoir (plikt), som de tillförne alltid gjort." | „ |
| – Axel Gyllenkrok. | |   |

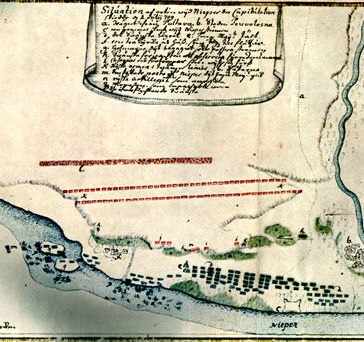
Illustration över kapitulationen vid Perevolotjna.

Då kungen fördröjde sitt beslut vädjade Gyllenkrok till kungen och bad att han skulle rädda sin höga person så att armén skulle göra sitt bästa för att rädda sig. Lewenhaupt och Sparre instämde med Gyllenkrok, men kungen lät sig inte övertygas. Till slut lyckades generalmajor Carl Gustaf Creutz beveka kungen, som påpekade att ifall armén skulle besegras och tillfångatas av ryssarna skulle kungen ha större möjligheter att hjälpa dem om kungen var fri och kunde upprätta sitt folk.
Efteråt fick Gyllenkrok besked från hovintendenten Gustaf von Düben om att kungen beslutade sig för att rädda sin person och resa över Dnepr. När Gyllenkrok mötte kungen fick han order att meddela Mazepa, Lagercrona, Lewenhaupt och Sparre samt kansliet, hovstaterna och drabanterna att de skulle följa med kungen, medan Creutz skulle stanna kvar och ta befälet över trupperna ihop med gardesöversten Carl Magnus Posse. Gyllenkrok skulle följa med kungen tillsammans med 300 soldater som han skulle ansvara för, samt se till att 300 man från Södermanlands regemente skulle komma över Dnepr. Kungen bestämde också att överstelöjtnant Funck skulle stanna vid armén och bli Gyllenkroks efterträdare. Lewenhaupt beslutade sig dock för att stanna vid armén, och innan de skildes åt gav Gyllenkrok en stor karta över Ukraina till Lewenhaupt. Karl XII och hans följe lämnade Perevolotjna under natten till den 1 juli och passerade Dnepr med de pråmar som Gyllenkrok anskaffat. Samma dag besattes höjderna runt Perevolotjna av ryska trupper under furst Mensjikovs befäl. Förvirringen bland svenskarna var stor och flera försökte ta sig över Dnepr med primitiva flottar eller med de återvändande pråmar som släppt av kungens följe. Trots att flera officerare ville strida mot ryssarna beslutade Lewenhaupt att armén skulle kapitulera inför Mensjikov. Sammanlagt hamnade omkring 20 000 svenska soldater och icke-stridande svenskar i rysk fångenskap.

### Vistelsen i osmanska riket
Gyllenkrok passerade floden Dnepr och tog med sig 12 hästar och tillbehör. När de väl stod på andra stranden tog kungen beslag på Gyllenkroks hästar och bordssilver, och fick intyg om lånet som skulle betalas vid framkomsten. Gyllenkrok fick dock aldrig pengarna, och först 1742 fick hans arvingar betalt av kronan. Den 5 juli kom kungens skara till floden Bug, som kungen och flera andra passerade innan en rysk styrka anlände och övermannade de svenskar som blev kvar. De trädde in i osmanskt territorium och kungen mottogs med stora hedersbetygelser i hamnstaden Otjakov. Under några dagar kunde kungens följe vila ut tills den 14 juli, då de bröt upp igen och marscherade till staden Bender där kungen fått inbjudan att slå sig ner. Den 24 juli tågade kungen och hans följe in i Bender, och Gyllenkrok sändes i förväg för att rekognoscera kvarter och anvisade en öppen plats på andra sidan över en breda floden Dnjestr. Kungen byggde sitt första läger vid Dnjestrs strand, men när floden hotade att översvämma lägret flyttade kungen vidare till byn Varnitza, där han stannade de följande två åren.
Gyllenkrok stannade inte länge i osmanska riket. Karl XII gav honom order att rekognoscera möjligheterna för återfärden till Polen, samt söka kontakt med general Ernst Detlof von Krassow och de svenska trupperna i Polen. Gyllenkrok utrustade en styrka på 160 man, inklusive ett 20-tal officerare och fältprästerna Mattias Mollenius och Kristoffer Moraeus. Gyllenkrok fick en marschrutt om att hålla sig nära gränsen för att lättare kunna skaffa underhåll till sina trupper, men då ryska trupper vid gränsen begick neutralitetsbrott genom att göra infall över den turkiska gränsen valde Gyllenkrok att hålla sig längre inåt landet. Kungen skickade dock en skrivelse till Gyllenkrok om att söka sig till vägen i närheten av gränsen och att Mazepa hade sagt till sina kosacker att de skulle hålla bättre kontakt med Gyllenkrok. Den 24 september blev Gyllenkrok och hans styrka överfallna av överlägsna ryska trupper under befäl av överste Gavril Ivanovitj Kropotov vid Czernowitz i Valakiet vid polska gränsen och Pruts övre lopp. Efter en kort strid blev svenskarna tvungna att kapitulera, och enligt Sven Agrell flydde de överlevande svenskarna söderut. I överenskommelsen mellan Gyllenkrok och Kropotov fick svenskarna behålla sina vapen när de skulle träda i rysk fångenskap, och de skulle ha rätt att återvända till sina hemtrakter efter utväxling mot ryska krigsfångar av samma grad. Gyllenkrok fick av Kropotov en silversnusdosa, som ännu förvaras i släkten Gyllenkroks ägo.

## Fångenskapen (1709–1722)

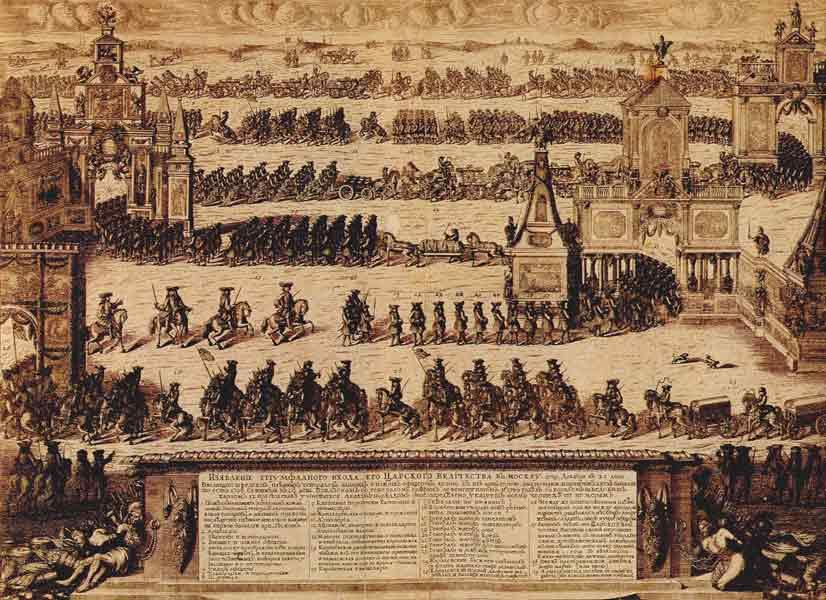
Samtida illustration av det ryska triumftåget i Moskva den 23 december 1709.

Omedelbart efter kapitulationen började han och hans trupper marschera mot Moskva. Några dagar senare bröts överenskommelsen genom budet att alla svenska vapen skulle beslagtas. Fångarna marscherade genom Podolien till Kiev och den 26 december anlände de till Moskva, lagom för tsar Peter I:s stora triumftåg. Några månader senare förflyttades stora svenska fångkolonner från Moskva till östra Ryssland och Sibirien, medan Gyllenkrok och ett fåtal svenskar stannade i Moskva. Under de kommande åren bistod Gyllenkrok med den svenska fångförvaltningen som styrdes av Carl Piper och Rehnskiöld. Då flera svenska fångar var utfattiga och pengarna från den svenska staten utföll sparsamt och oregelbundet ägnade sig Gyllenkrok och flera höga officerare åt att gå i borgen för egna medel. Gyllenkrok tecknade borgen för 2 000 daler silvermynt, och han skickades ut för att tala med Lewenhaupt och de andra generalerna, som svarade positivt till Pipers förslag. När fångarna efter en tid skickades till sina förvisningsorter sändes medlen till deras underhåll till den ryska förvaltningen i orten, men sedan dröjde det förtvivlat länge innan svenskarna kunde få ut sina pengar, samt att den lokala överheten gjort stora avdrag för egen del. Gyllenkrok klagade om detta hos överkommendanten i Moskva Matvej Gagarin, som lovade att bestraffa alla och envar som höll inne med lönerna.
Gyllenkrok skrev även sin relation om Poltavaslaget, daterad den 4 mars 1711, där han skildrade sin roll samt hans iakttagelser i slaget. Utöver detta gjorde han några marschrutter till vägar mot Ryssland och en karta med avståndsuppgifter till de ryska städerna. Handlingarna klippte han sedan sönder, som han sedan stöpte i vaxljus eller lindade in i nystan och överlämnade dessa till hemvändande svenskar. Vaxljusen övertogs av kvartermästaren Carl Gustaf Sparre, medan kartan togs om hand av en dräng till kanslisekreteraren Josias Cederhielm, vilka båda reste hem till Sverige 1711 och överlämnade Gyllenkroks handlingar till defensionskommissionen i Stockholm. En rysk ämbetsman vid namn Heinrich Fick var vid denna tid verksam i Stockholm och gjorde avskrifter av flera hundra dokument som han 1716 tog med sig till Ryssland, där han fick anställning som kammarråd. Det är möjligt att det var han som angav Gyllenkrok för ryssarna. Gyllenkrok sattes i ett fängelse i Moskva och blev så hårt hanterad att han insjuknade, vilket gjorde att Piper skickade till honom sin skicklige fältläkare Jakob Fredrik Below. Efteråt tycks Gyllenkrok ha frigivits och så småningom återhämtat sig. Ett år senare utsågs Gyllenkrok av Rehnskiöld till att sköta Dalregementets ärenden.
År 1718 vistades Gyllenkrok i staden Voskresensk, där han umgicks med överstarna Johan Cronman, Gideon Fock och Nils Gyllenstierna och generaladjutanten Gyldenklou. Från dessa kunde Gyllenkrok diskutera krigståget och skaffa sig kunskaper från olika frontavsnitt. Lewenhaupt inspirerade Gyllenkrok till att skriva en egen berättelse om sina öden som generalkvartermästare i det ryska fälttåget. Flera år hade förflutit sedan han upplevde händelserna och han hade inte något skrivet material till sitt förfogande. Allt det han skildrade var färgat av hans återerinring och han ville ge en förklaring till nederlaget och pekade ut de olika misstagen som gjordes. Marschberättelsen betraktas inte som en krigsredogörelse, utan Gyllenkrok skildrade dramats aktörer och gav dem pregnans genom att berätta om alla samtal han hållit. Han vände sig mot den officiella framställningen och ville visa att det fanns andra meningar än kungens och Rehnskiölds, och uttryckte skarp kritik mot kungen och hans strategi, hårda marscher och oavbrutna slitage på armén. Hans Villius påpekade att Gyllenkroks marschberättelse skrevs långt efter hans Poltavarelation, och föreligger i ett tjugotal avskrifter vilket vittnade om att marschberättelsen blivit ofta läst och uppskattad under 1700- och 1800-talen. Berättelsen användes också flitigt bland tidigare forskare, men numera betraktas den med en viss skepsis som Gyllenkroks tendentiösa memoarer.
Gyllenkrok hade åtnjutit dubbel lön som överstelöjtnant och generalkvartermästare och erhållit en årslön på 1 400 daler silvermynt. Från juni 1706 till maj 1722 uppgick lönesumman till 25 300 daler silvermynt. Av denna inkomst kunde inte Gyllenkrok använda sig av i Ryssland då den största delen hade innehållits i Sverige. Gyllenkrok var tvungen att vid flera tillfällen ta lån av en bankman i Moskva. Som långivare använde han sin svägerska Catharina von Berchner som var änka efter revisionssekreteraren Johan Gyllenkrok i Stockholm. Han lånade sammanlagt 1 800 daler silvermynt av Catharina i småposter. Pengarna lånade han mot borgen i sin innestående lön och hänvisade henne till Statskontoret, men då kontoret inte ville ge henne pengar vände hon sig till upphandlingsdeputationen, varifrån hon fick summan betald i februari 1717.
I hösten 1720 fördes Gyllenkrok ihop med Nils Gyllenstierna och ett hundratal officerare till Kazan, där han fick stanna till fredsslutet. Där umgicks han med generalerna Hugo Johan Hamilton och Carl Gustaf Roos, som Gyllenkrok nämnde flera gånger i sin berättelse. För att försörja sig gav fångarna konserter i staden med många instrument. I augusti 1721 slöts till slut fred mellan Sverige och Ryssland, men det dröjde en lång tid innan budskapet nådde fram till östra Ryssland och Sibirien. Först nästa vår började de stora fångkolonnerna bryta upp från sina förvisningsorter. Gyllenkroks återresa gick över Åbo, som han inte besökt på 40 år och där hans familj inte längre fanns kvar.

## Sista år (1722–1730)

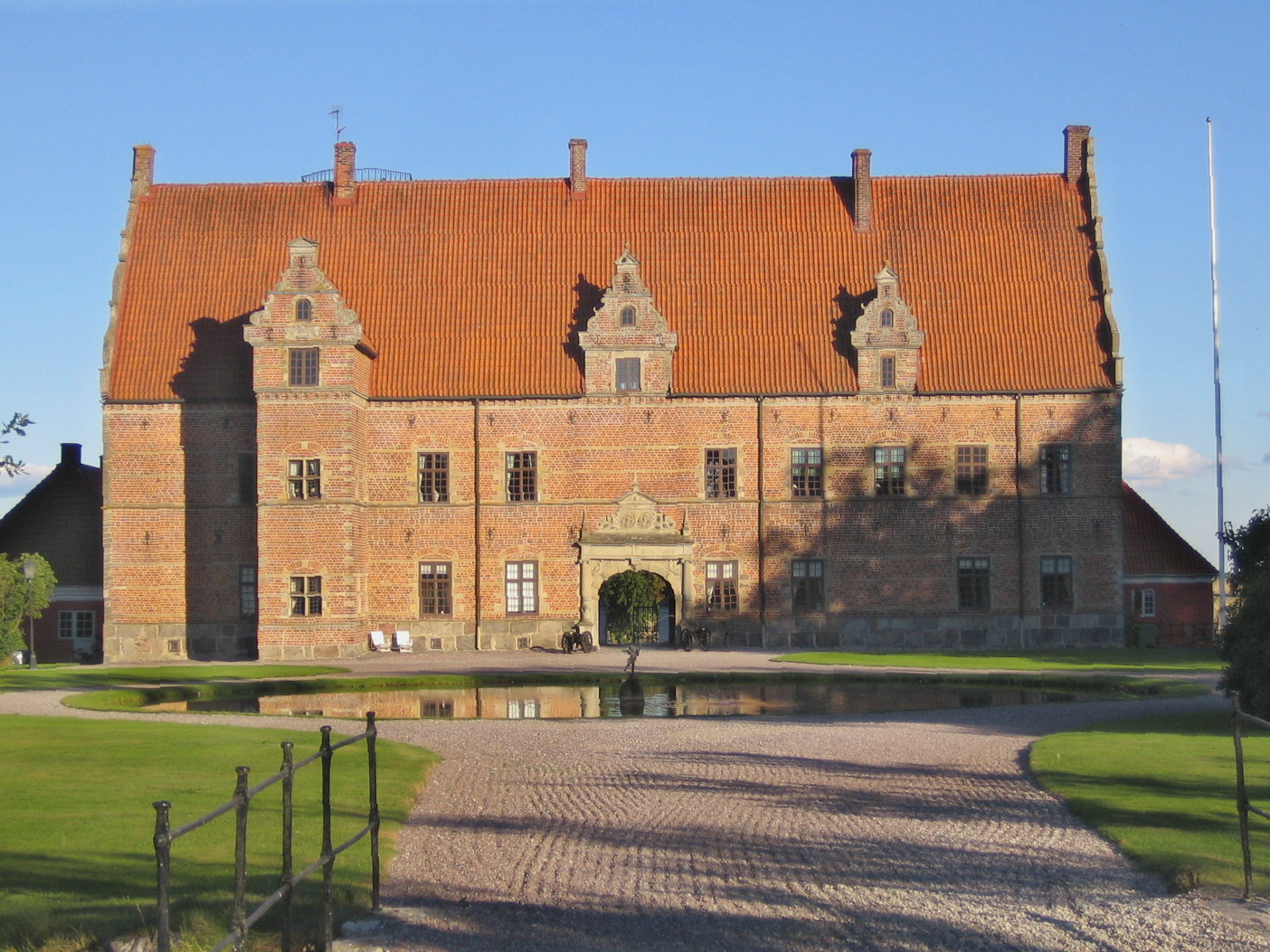
Gyllenkrok blev ägare av Svenstorps slott i Odarslövs socken i Skåne.

Den 22 maj 1722 kom Gyllenkrok tillbaka till Stockholm. Månaden innan den 25 april utnämndes han till generallöjtnant i infanteriet. Gyllenkroks fordran på kronan uppgick till 25 000 daler silvermynt, men fick endast 1 200 daler silvermynt som första avbetalning. Han fick senare inget mer av den resterande lönen, som skulle lyftas av hans arvingar långt efter hans död. Gyllenkrok ingick äktenskap med den 36-åriga Maria Hegardt, som tillhörde en förmögen köpmannasläkt och hade ärvt Svenstorps slott i Skåne efter sin far Peter Hegardt, råd- och handelsman i Malmö. Maria var tidigare gift med handlanden Hack Persson och sedan med överkrigskommissarien Josua Stiernblad, som hon fick sonen Haquin Stiernblad. Paret gifte sig den 1 september 1723 på Svenstorp och Gyllenkrok kunde flytta in på sin hustrus slott.
Den 8 juli 1723 utnämndes Gyllenkrok till landshövding i Göteborgs och Bohus län och överkommendant på länets fästningar. Gyllenkrok hade ansökt om denna befattning efter friherre Nils Posses död och hans ansökan bifölls av riksrådet. I december anlände han till Göteborg och började genast gripa sig an en mängd frågor, exempelvis med att reparera broar, anställa lotsar, plantera skogar, anskaffa virke till böndernas fiskefartyg, anlägga en gästgivargård i Askim, uppföra en Corps de garde-byggnad för högvakten, utfärda privilegier för en nyupptäckt surbrunn utanför Carls port och utlägga en bom utanför staden på stora sjösidan. I september 1725 mönstrade han Älvsborgs regemente och upprättade ett nytt indelningsverk för regementet efter det gamla som gått förlorat. Tillståndet i länet hade lidit särskilt hårt efter Peter Tordenskjolds anfall, som lämnade Strömstad, Marstrand och Uddevalla ödelagda och ruinerade. Gyllenkrok gjorde vad han kunde för att bistå städerna och landsbygden med deras bekymmer, men klagomålen var många och Gyllenkrok var gammal och trött och kunde inte uträtta mycket.
I februari 1725 skrev Gyllenkrok en begäran hos kung Fredrik I att få två månaders permission under sommaren för att lämna hövdingadömet och besöka Ramlösa hälsobrunn vid Helsingborg. Gyllenkrok fick tillstånd att fara dit och skulle sedan återkomma med samma begäran under de följande åren. I augusti 1727 skrev han till Fredrik I om en begäran att få transport till landshövdingeposten i Malmöhus län, men platsen gick istället till generallöjtnanten och medfången Johan Cronman. Två år senare ingav Gyllenkrok ett nytt förslag till kungen, denna gång om att få bli benådad med presidentposten i Bergskollegium och påpekade att han hade tjänat fäderneslandet i 47 år. Men också denna gång gick tjänsten till en annan. Den 16 juni 1724 föddes sonen Fredrik Gustaf som blev Gyllenkroks ende arvinge. Den 6 juli 1726 föddes dottern Margareta, men som dog två år senare. Den 4 augusti 1727 upphöjdes Gyllenkrok i friherrligt stånd.

## Död och begravning

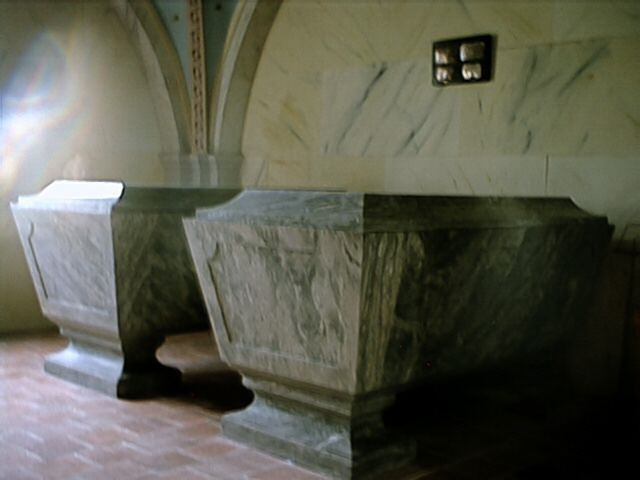
Axel och Maria Gyllenkroks sarkofager i Igelösa kyrka.

Gyllenkrok avled efter en hetsig sjukdom den 17 september 1730 i Svenstorps slott. Hans död rapporterades till regeringen av Bengt Ribbing den 24 september. Begravningen skedde den 27 november i Caroli kyrka i Malmö och på Marias begäran hedrade Göteborgs garnison Gyllenkrok genom att avge salvor med musköter och kanoner. Efter Marias död den 3 januari 1754 begravdes paret i Gyllenkrookska gravkoret i Igelösa kyrka.

## Eftermäle
Axel Gyllenkrok har bedömts med negativa ordalag av nutida forskare och populärhistoriska författare. Historiker som Frans G. Bengtsson, Carl Bennedich, Carl Hallendorff och Arthur Stille betraktade honom som en obegåvad, fåfäng och allmänt otillförlitlig person. Denna delade kritik kom från Gyllenkroks marschberättelse om det ryska fälttåget. Den skrevs med en klar tendens och Gyllenkroks vederdelomän tolkade den som en tyst kritik av Karl XII. Gyllenkrok har också beskrivits som en sympatisk, vaksam och efterklok person med goda kunskaper inom krigföring, fortifikation och topografi, och med en stor praktisk erfarenhet både som befälhavare och stabsofficer. Som generalkvartermästare var hans främsta uppgift att rekognoscera och göra upp kartor över marschvägar, förläggningar, belägringar och slagfält. Därför kom han i nära kontakt med Karl XII, som han visade djup respekt för och beundrade hans snabba intelligens och ungdomliga djärvhet, trots att kungen ofta hade invändningar mot hans planer. I svåra stunder fick Gyllenkrok besök av Karl XII som ville få råd om vägarna, liksom enkla samtal under nätterna för att fördriva kungens tunga tankar. Karl XII hade stort förtroende för Gyllenkrok, som han kallade sin "lille Vauban", och i ett brev till Rehnskiöld i augusti 1706 skrev han att Gyllenkrok "känner vägen". Alf Åberg betraktade Gyllenkrok som en upplysningsman som ville ha en rationell förklaring till krigets händelser. I Gyllenkroks synsätt bar själva enväldet skulden till olyckorna och på Karl XII:s oförmåga eller ovilja att samråda och ta hjälp av sina rådgivare.
Gyllenkrok har fått en gata i Göteborg uppkallad efter sig 1932, under namnet Gyllenkrooksgatan i stadsdelen Johanneberg.